# Carl Rüdell

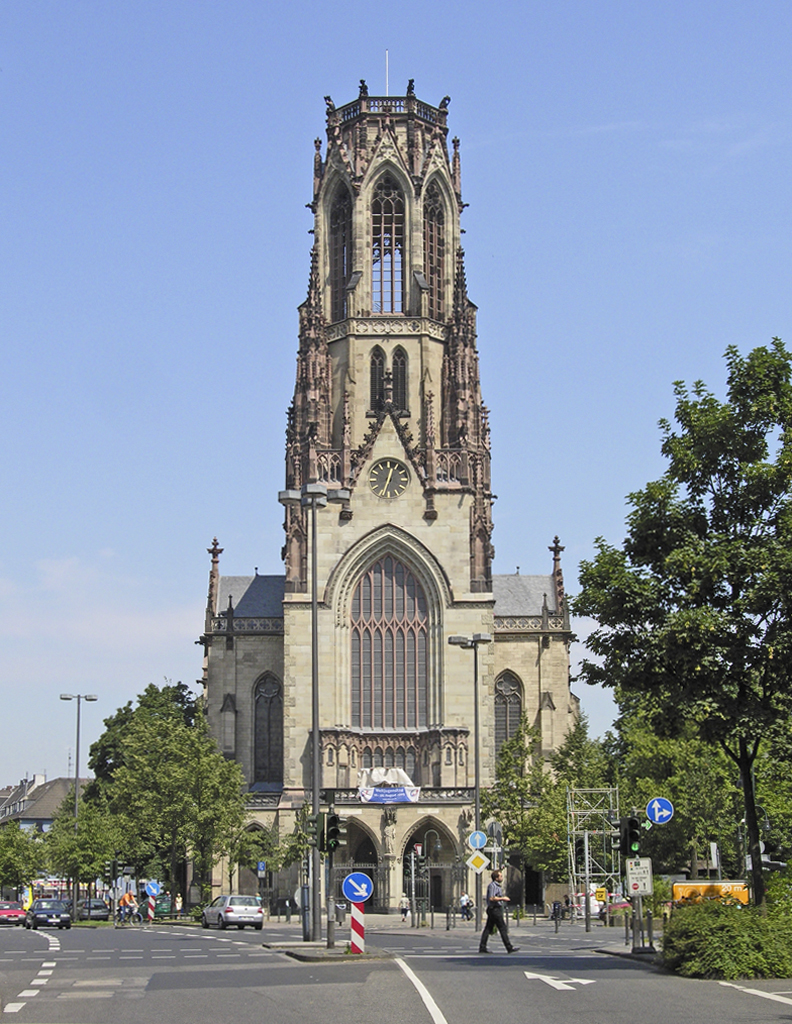
St. Agnes in Köln

Carl Rüdell (* 13. September 1855 in Trier; † 26. Mai 1939 in Köln; vollständiger Name: Carl Michael Rüdell) war ein deutscher Architekt und Aquarellmaler.

## Leben
Rüdells Vater Michael produzierte u. a. Billard- und Kegelkugeln in Trier. Sein Bruder war der Architekt Alexander Rüdell. Ab 1872 lebte Rüdell in Köln und wurde von Reinhold Wirtz und Johann Theodorus Stracke (1817–1891) ausgebildet. Unter August Carl Lange (1834–1883) wurde er 1872 Landesbauführer und arbeitete mit Heinrich Nagelschmidt (1822–1902) zusammen. Er war spätestens ab 1888 freiberuflich in Zusammenarbeit mit dem Architekten Richard Odenthal in Köln tätig.

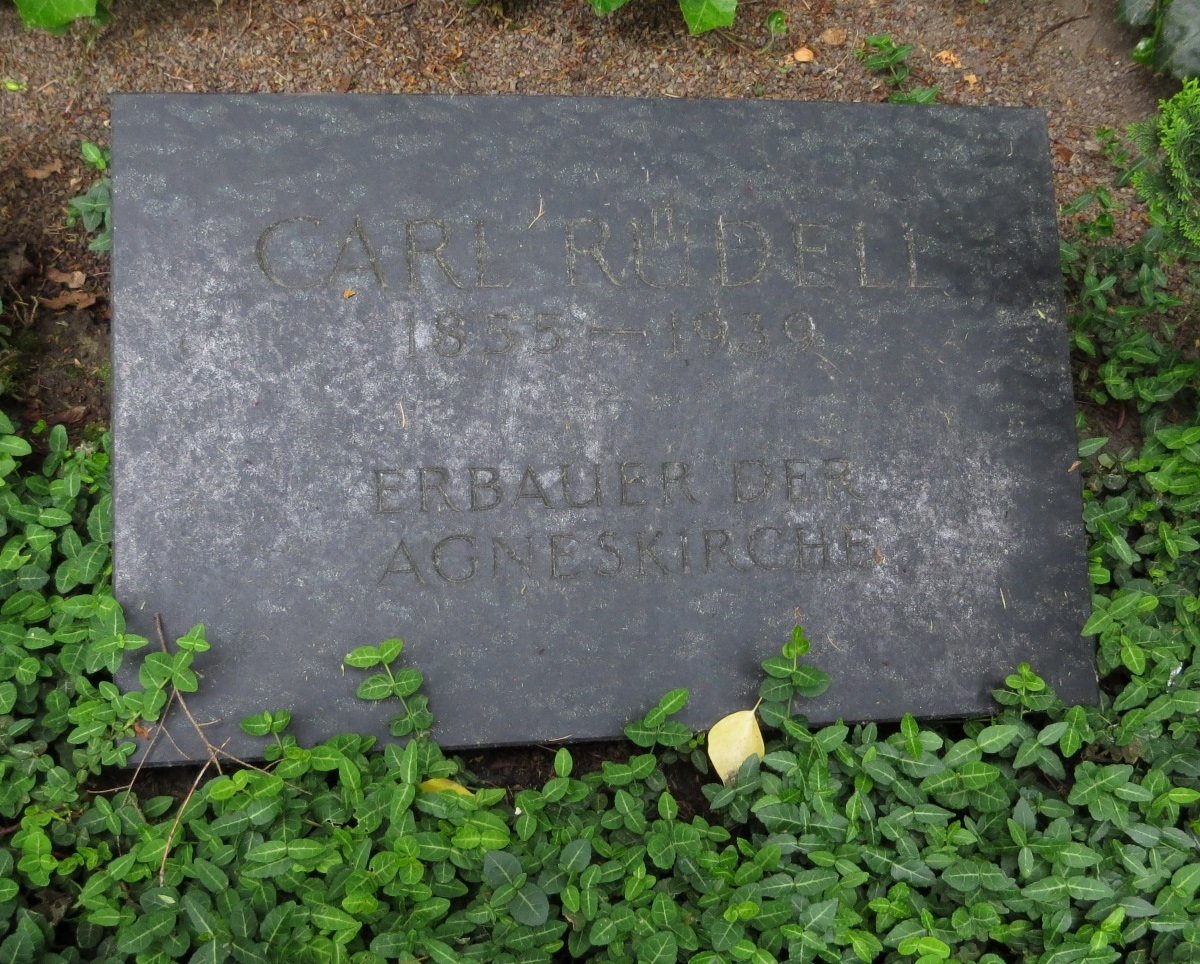
Carl Rüdell – Grab auf dem Kölner Friedhof Melaten

Im Jahr 1939 entwarf Rüdell als Werbung für den Kölner Karneval „Festpostkarten mit einem Bilde des Rosenmontagszuges“.
Als Maler bevorzugte er Motive aus dem Rheinland, insbesondere auch mit Bezug zum Karneval. Diese künstlerische Tätigkeit übte er bis ins hohe Alter aus. Ihm werden über 2000 Gemälde und Zeichnungen zugeschrieben.
Aus der 1882 mit Christina Paulina (geborene Empt) geschlossenen Ehe gingen drei Söhne und eine Tochter hervor.
Seine Grabstätte befindet sich auf dem Kölner Melaten-Friedhof (Flur 45).

## Ehrung
Die Rüdellstraße in der Kölner Gartenstadt Nord (Stadtteil Longerich) ist nach ihm benannt.

## Ausstellungen (Auswahl)
- 30. Mai bis 30. Juli 1968: Zwischen Köln und Trier – Carl Rüdell – Aquarelle und Zeichnungen im Stadtmuseum Köln.[3]
- 1988 und 14. Juni bis 27. August 1989: Carl Rüdell – Bilder aus dem alten Köln im Stadtmuseum Köln.[4]
- 30. Mai 1989 bis 16. Juni 1989: Carl Rüdell (1855–1939) Köln – Buntes Treiben, Kreissparkasse Köln.
- 30. Juli bis 2. September 1989: Carl Rüdell – ein trierischer Maler Städtisches Museum, Simeonstift Trier.[5]

## Entwürfe
- 1916/17: Hochaltar von St. Andreas in Köln[6]

## Bauten (Auswahl)

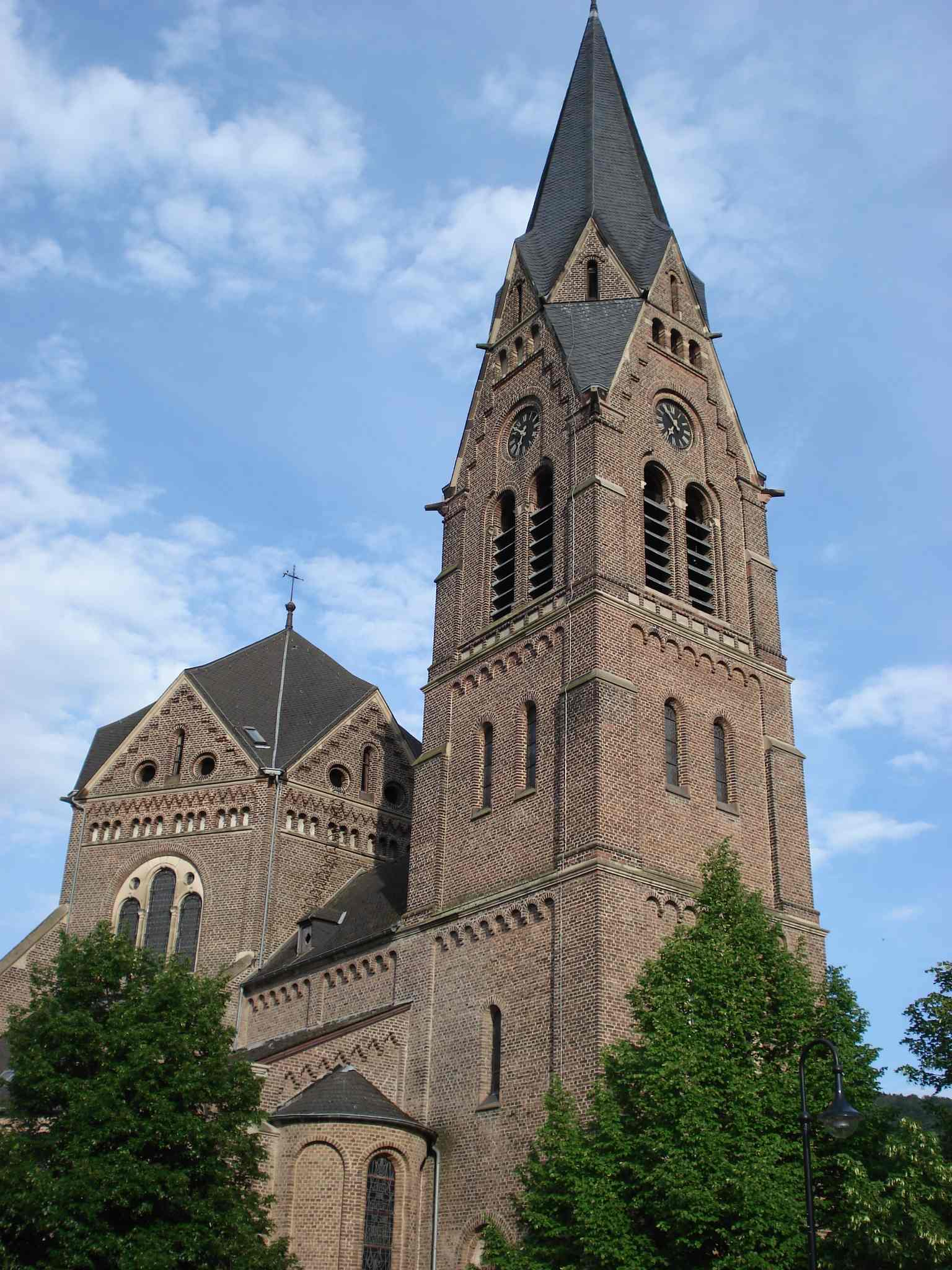
Die Pfarrkirche St. Lambertus

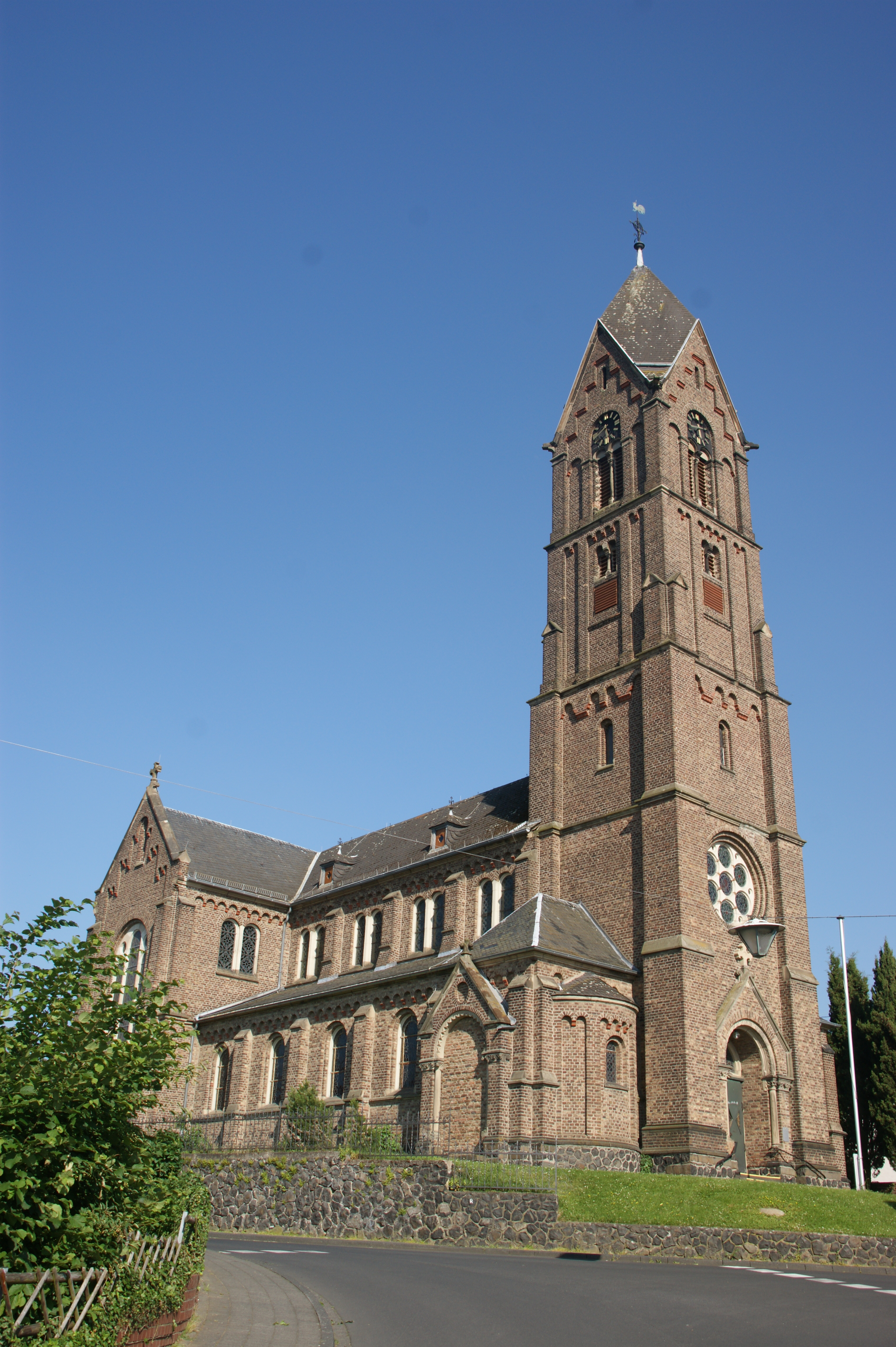
Kirche Heiliger Schutzengel Dattenberg

Rüdell und Odenthal zeichneten verantwortlich für eine Vielzahl von Kirchenneu- und umbauten.
- 1888–1890: kath. Pfarrkirche St. Andreas in Leverkusen
- 1888–1890: kath. Pfarrkirche St. Laurentius in Uedem (Niederrhein)
- 1890–1892: kath. Pfarrkirche St. Rupertus und St. Hildegard in Bingen-Bingerbrück
- 1890–1892: kath. Pfarrkirche Hl. Schutzengel in Dattenberg
- 1891: kath. Pfarrkirche St. Vincentius in Asperden
- 1891–1893: kath. Pfarrkirche St. Sebastian in Lobberich[7]
- 1892–1893: kath. Wallfahrtskirche Zur schmerzhaften Gottesmutter in Asbach-Niedermühlen
- 1896–1902: kath. Pfarrkirche St. Agnes in Köln (im Auftrag von Peter Joseph Roeckerath (1837–1905))
- 1897–1898: kath. Pfarrkirche St. Ewaldi in (Duisburg-)Laar[8]
- 1899–1900: kath. Pfarrkirche St. Lambert in Spay
- 1899–1900: Erweiterung der kath. Pfarrkirche St. Peter in Boisheim[9]
- 1900: kath. Pfarrkirche St. Heinrich in Mülhausen, Überarbeitung der Planung durch Andreas Schmitz, Grefrath
- 1901–1903: kath. Pfarrkirche St. Vitus in Oedt[10]
- 1903: Erweiterung der kath. Pfarrkirche St. Gertrudis in Dilkrath[11]
- 1903–1904: kath. Pfarrkirche St. Maternus in Merbeck[12]
- 1903–1905: kath. Pfarrkirche St. Lambertus in Breyell[13]
- 1906–1907: kath. Pfarrkirche St. Antonius in Jünkerath
- 1907–1908: Erweiterung und Umbau der kath. Pfarrkirche St. Hieronymus in Dahlem[14]